# 1985 في نيجيريا
فيما يلي قوائم الأحداث التي وقعت خلال عام 1985 في نيجيريا.

## سياسة

### تعيين في المنصب
- 27 أغسطس – إبراهيم بابنجيدا رئيس نيجيريا.

### انتهاء فترة المنصب
- 27 أغسطس – محمد بخاري رئيس نيجيريا.

## مواليد

### يناير
- 15 يناير – جونيور أوزاجي لاعب كرة قدم نيجيري.[1]

### فبراير
- 12 فبراير – جيريمياه أني لاعب كرة قدم نيجيري.[2]
- 21 فبراير – كايودو اوديجاي لاعب كرة قدم نيجيري.

### مارس
- 3 مارس – فيمي أوبابونمي لاعب كرة قدم نيجيري.[3]
- 24 مارس – ينكا أديديجي لاعب كرة قدم نيجيري.[4]

### أبريل
- 4 أبريل – بين أورجي لاعب كرة قدم هندي.
- 16 أبريل – تاي تايوو لاعب كرة قدم نيجيري.[5]
- 30 أبريل – أودو محمد لاعب كرة قدم نيجيري.[6]

### مايو
- 6 مايو – ويل أوموتوسو ملاكم من الولايات المتحدة الأمريكية.
- 8 مايو – فرانسيس بنجامين لاعب كرة قدم نيجيري.
- 22 مايو – ايمانويل بابا لاعب كرة قدم نيجيري.

### يونيو
- 6 يونيو – تونتو شاريتي ديكاه ممثلة نيجيرية.
- 22 يونيو – إرنست سيمون لاعب كرة قدم نيجيري.[7]

### يوليو
- 12 يوليو – دومينيك شاتو لاعب كرة قدم نيجيري.[8]

### أغسطس
- 1 أغسطس – ليليان كول لاعبة كرة قدم نيجيرية.[9]
- 13 أغسطس – أولوبايو أديفيمي لاعب كرة قدم نيجيري.[10]

### أكتوبر
- 8 أكتوبر – جيسي جون أوكوونوان لاعب كرة قدم بحريني.[11]
- 8 أكتوبر – رزاق أوموتويوسي لاعب كرة قدم بنيني.[12]
- 19 أكتوبر – إيمانويل أومودياغبي لاعب كرة قدم نيجيري.
- 25 أكتوبر – عيسى إيلاكوا لاعب كرة قدم نيجيري.[13]

### نوفمبر
- 2 نوفمبر – عبد الله فتاي لاعب كرة قدم بحريني.[14]
- 7 نوفمبر – فيليكس تشيماوكو لاعب كرة قدم نيجيري.
- 8 نوفمبر – تشيكا إيك ممثلة نيجيرية.
- 14 نوفمبر – إيفيلين نوابوكو لاعبة كرة قدم نيجيرية.[15]
- 26 نوفمبر – مايكل إنرامو لاعب كرة قدم نيجيري.[16]

### ديسمبر
- 26 ديسمبر – عمر عبد العزيز لاعب كرة قدم نيجيري.[17]

## وفيات

### ديسمبر
- 18 ديسمبر – ميخائيل أني (مواليد 1917)